# Flieder und Rosen
Flieder und Rosen, auch Rosen und Flieder, (französisch Lilas et roses) ist ein Gemälde des französischen Malers Édouard Manet aus dem Jahr 1882. Das in Öl auf Leinwand gemalte Bild hat eine Höhe von 32 cm und eine Breite von 24 cm. Es zeigt ein Stillleben mit Flieder und Rosen in einem Glas vor grauem Hintergrund. Das Motiv gehört zu einer Reihe von Blumenstillleben, die Manet in den letzten Monaten vor seinem Tod malte. Das Gemälde Flieder und Rosen befindet sich in einer Privatsammlung.

## Bildbeschreibung
Das Gemälde zeigt ein Blumenstillleben. In der Bildmitte steht ein kleines Bleikristallglas, in der Rosen und weißer Flieder stecken. Das leicht bläulich wirkende Gefäß besteht aus einem niedrigen Zylinder, der auf kurzen Füßen ruht. Das Glas ist zum Großteil mit Wasser gefüllt, darin sind die Pflanzenstängel und zudem ein einzelnes Rosenblatt sichtbar. Der Kunsthistoriker George L. Mauner hat hierzu angemerkt, das durchsichtige Glas erlaube einen Blick „behind the scenes“ (sinngemäß: hinter die Kulissen). Über den Rand des Glases neigen sich links eine rosafarbene und rechts daneben eine gelbe Rosenblüte nach vorn. Sie sind von grünen Rosenblättern umgeben. Dahinter ragen Fliederrispen mit weißen Blüten zu beiden Seiten nach oben. Auf der linken Seite erscheinen die Fliederblüten in ihrer Üppigkeit nahezu flächig, rechts zeigt eine kleinere Rispe eher keilförmig zur Seite. Die Fliederblüten sind durch einen getupften Farbauftrag gekennzeichnet. Eine ähnlich lockere Pinselführung findet sich bei den mit kurzen Farbstrichen gemalten Rosenblüten. Das Glas steht auf einer grau marmorierten Fläche, die kurz hinter ihren Füßen in einen monochromen grauen Hintergrund übergeht. Undeutlich verschwommen verläuft der Übergang zwischen Standfläche und Hintergrund leicht diagonal aufsteigend von links nach rechts. Lichtreflexe auf der Wasseroberfläche und auf den Füßen des Glases sowie Schattenbereiche unter dem Gefäß und rechts davon lassen auf eine Lichtquelle oberhalb des Bildmotivs schließen. Das Gemälde ist unten rechts mit „Manet“ signiert.

## Manets letzte Werke
Flieder und Rosen gehört zu einer Reihe von Blumenstillleben, die Manet in den letzten Monaten vor seinem Tod malte. Für den Autor George L. Mauner sind diese Bilder Manets „Adieu“ – sein Abschied als Maler. Manet litt an den Folgen einer Syphilis-Erkrankung, die bei ihm vor allem starke Schmerzen beim Gehen und Stehen verursachte. Er schuf in dieser Zeit überwiegend kleinformatige Bilder, die er im Sitzen ausführen konnte. Von seinen Freunden erhielt er wiederholt Blumengeschenke, die dem erkrankten Maler eine Freude bereiten sollten. Diese Blumengrüße nahm Manet mehrfach als Motiv auf und arrangierte sie in verschiedenen Vasen oder Gläsern. Das für das Bild Flieder und Rosen ausgewählte Glas nutzte Manet ebenso für das Gemälde Blumen in einer Kristalvase (National Gallery of Art). Auch in diesem Bild hat Manet den Strauß mittig vor grauem Hintergrund in Szene gesetzt. Ein ähnliches Glas mit kugelförmigen Füßen nutzte Manet für das Gemälde Flieder in einem Glas (Privatsammlung), bei dem er sich auf Fliederrispen mit violetten Blüten konzentrierte, die in besonders freier Malweise skizziert wurden. Weißer Flieder erscheint als florales Motiv im Gemälde Der Fliederstrauß (Nationalgalerie, Berlin), bei dem ein dunkler Hintergrund die weißen Blüten im starken Kontrast hervorheben. Die Darstellung des Flieders ähnelt der im Gemälde Flieder und Rosen und der Übergang von der Standfläche zum Hintergrund verläuft ebenfalls diagonal ansteigend von links nach rechts.
Bereits in den 1860er Jahren hatte Manet einige großformatige Stillleben gemalt, darunter Blumenstücke mit üppigen Pfingstrosen. Solch ein in der Tradition der niederländischen Barockmalerei stehendes Bild ist beispielsweise das 1864 entstandene Motiv Vase mit Pfingstrosen auf Untersatz (Musée d’Orsay). Während klassische Stillleben häufig als Vanitas-Motive gelesen werden und die Vergänglichkeit thematisieren, ist dies bei Manets letzten Bildern nicht zwingend der Fall. Für den Autor Stephane Guégan sind diese letzten Werke des Künstlers ein „Ausdruck ungeminderter Lebensbejahung und Lebenskraft“. Die späten Blumenstillleben mit ihrem lebhaften Pinselstrich im Stil des Impressionismus zeigen eine „kühne und eindringliche Darstellung“, die „von bezaubernder Schönheit“ ist, wie die Kunsthistorikerin Juliet Wilson-Bareau feststellte. Zu den letzten Blumenstillleben merkte die Autorin Ina Conzen an: „Die unprententiösen Sträuße, die dem kranken, ans Haus gefesselten Künstler von – meist weiblichen – Freunden gebracht wurden, finden sich untheatralisch, ganz isoliert und keinesfalls zufällig in die Bildmitte gestellt – der Rest ist eine Malerei, die den impressionistisch leichten Duktus der Spätzeit aufweist, jedoch von einem ewigen inneren Glühen erfasst zu sein scheint, das unabhängig ist von akzidentellen äußeren Lichtmomenten.“

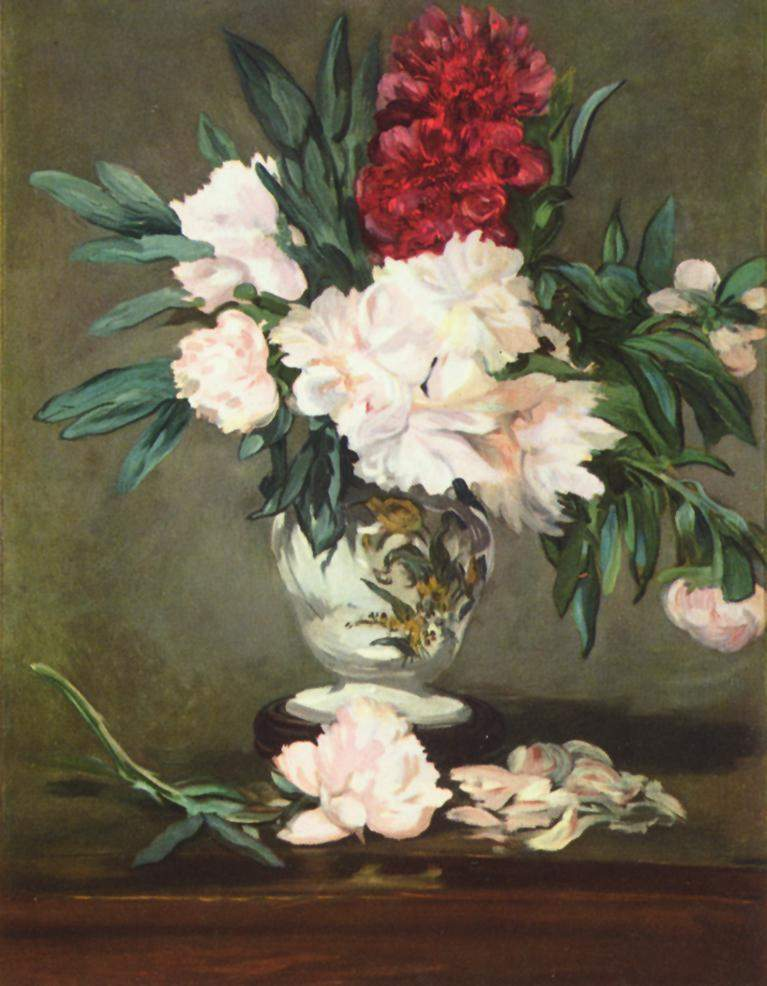
Vase mit Pfingstrosen auf Untersatz, 1864
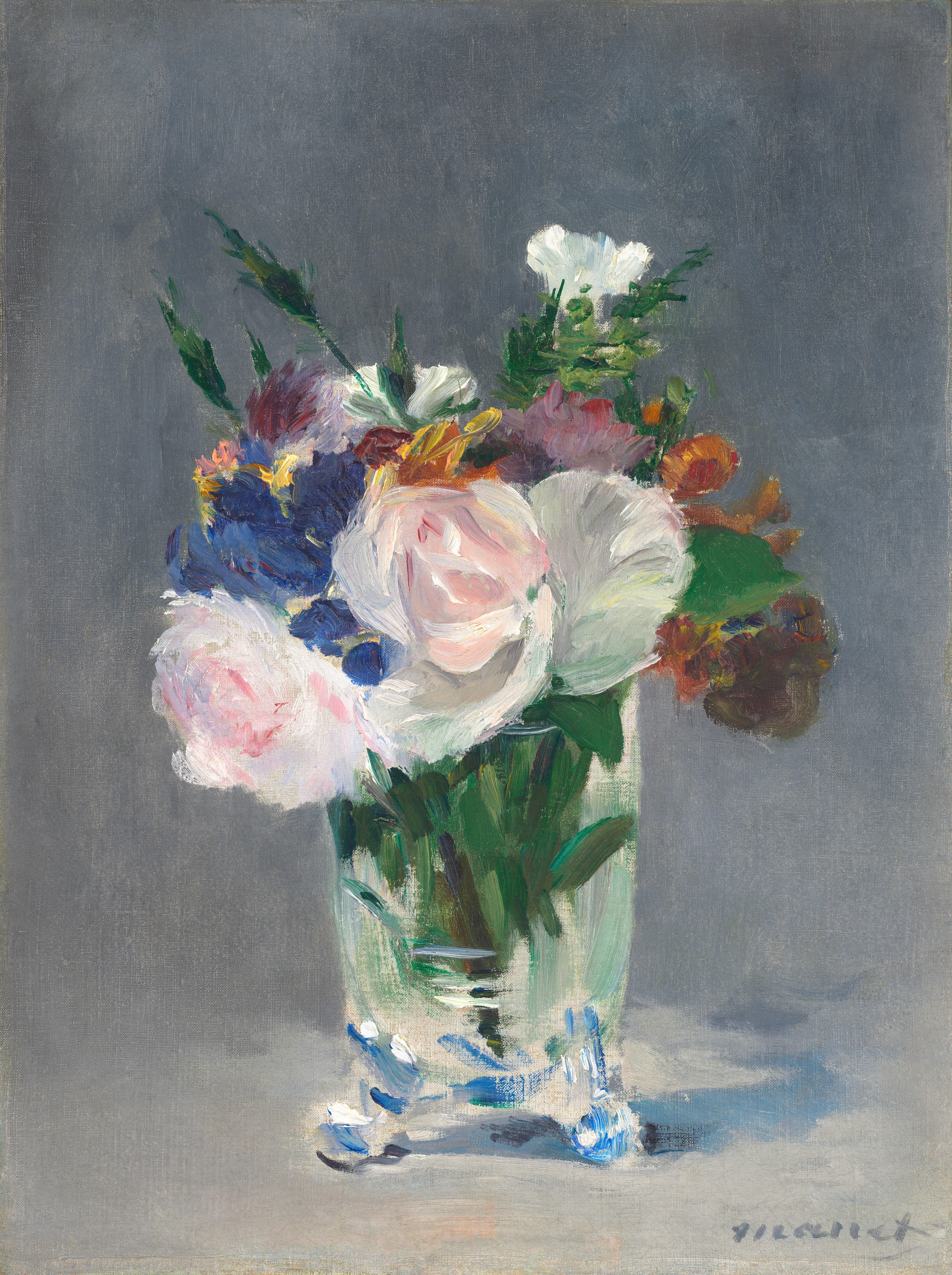
Blumen in einer Kristalvase, um 1882
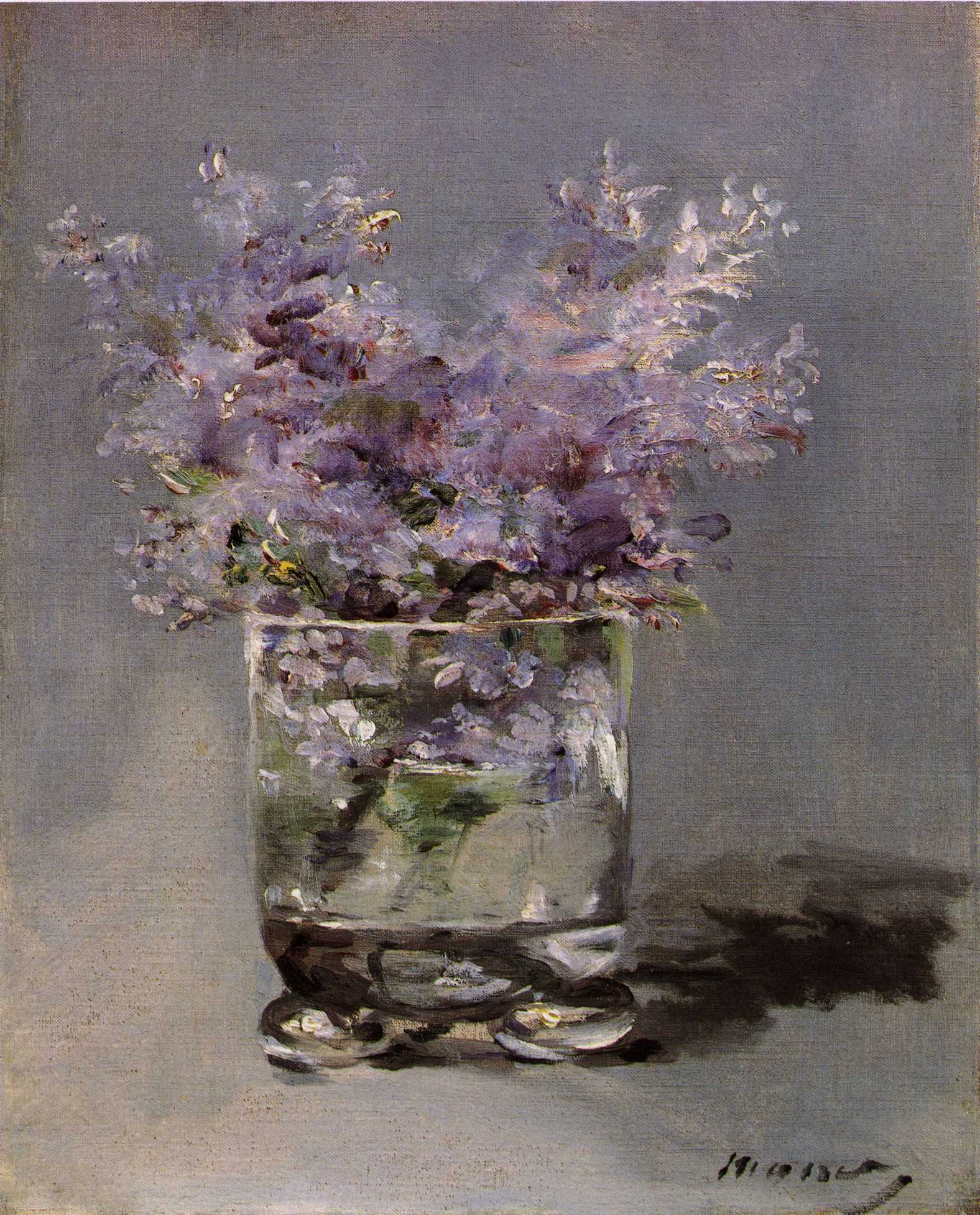
Flieder in einem Glas, um 1882
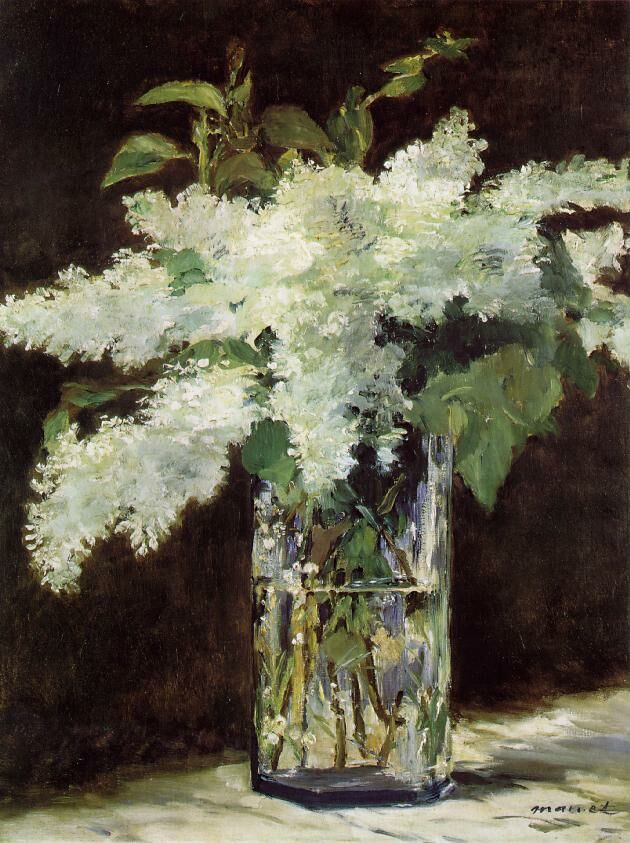
Der Fliederstrauß, um 1882

## Provenienz
Das Gemälde Flieder und Rosen war ein Geschenk von Manet an Ginerva Hureau de Villeneuve. Ihr Vater, Abel Hureau de Villeneuve, gehörte zu den Ärzten, die Manet in den letzten Lebensmonaten vor seinem Tod behandelten. Als Dank schrieb die Beschenkte am 3. November 1882 einen Brief an Manet, in dem sie hervorhob: „J’aime les fleurs, le lilas blanc et les roses surtout.“ (sinngemäß: Ich liebe Blumen, weißen Flieder und besonders Rosen). Nächster Besitzer war um 1905 der Pariser Sammler A. M. Galès. Danach boten verschiedene Kunsthändler das Gemälde an: Um 1919 befand es sich bei Josse und Gaston Bernheim-Jeune in Paris, anschließend beim Pariser Étienne Bignou, danach in der Londoner Lefevre Gallery und schließlich per 1. Januar 1929 in der New Yorker Kunsthandlung M Knoedler & Co. Im April 1938 kaufte die Kunstsammlerin Abby Aldrich Rockefeller das Bild. Ihr Sohn David Rockefeller erbte später das Bild und behielt es bis zu seinem Tod 2017. Bei der Versteigerung der Sammlung von Peggy und David Rockefeller am 8. Mai 2018 im New Yorker Auktionshaus Christie’s ging das Bild für 12.968.750 US-Dollar an einen unbekannten Bieter. Das Gemälde wurde nur selten öffentlich ausgestellt. So war es beispielsweise 1928 in der Manet-Ausstellung in der Berliner Galerie Matthiesen zu sehen und 1963 in der Ausstellung Paintings from Private Collections im New Yorker Metropolitan Museum of Art.